# آيت صالح (سكياط)
آيت صالح هو دُوَّار يقع بجماعة سيدي لعروسي، إقليم الصويرة، جهة مراكش آسفي في المملكة المغربية. ينتمي الدوّار لمشيخة سكياط التي تضم 10 دواوير. يقدر عدد سكانه بـ 1282 نسمة حسب الإحصاء الرسمي للسكان والسكنى لسنة 2004.

## وصلات خارجية
- البوابة الوطنية للجماعات الترابية
- المندوبية السامية للتخطيط